# Daisy Fellowes
La Hon. Daisy Fellowes (nascuda amb el nom de Marguerite Séverine Philippine Decazes de Glücksberg) (París, França, 29 d'abril de 1890 – 13 de desembre de 1962) va ser una celebritat i personatge de la societat, per la seva bellesa i una novel·lista i poeta menor. Va ser l'editora a París de la revista Harper's Bazaar, a més d'una icona de la moda amb una fortuna deguda a les màquines de cosir Singer.
El seu avi per part de mare era Isaac Merritt Singer, el pioner estatunidenc de les màquines de cosir.
Del seu primer matrimoni amb Jean Amédée Marie Anatole de Broglie, príncep de Broglie, va tenir tres filles: 
- Princesa Emmeline Isabelle Edmée Séverine de Broglie.[2]
- Princesa Isabelle Marguerite Jeanne Pauline de Broglie, novel·lista.
- Princesa Jacqueline Marguerite de Broglie, va ser una espia acusada de trair membres de la Resistència francesa.[3][4]

Del seu segon matrimoni amb L'Hon. Reginald Ailwyn Fellowes (1884–1953), que era cosí de Winston Churchill van tenir un fill: Rosamond Daisy Fellowes (1921–1998).

## Afers
Entre els amants de Fellowes s'hi comptava Duff Cooper, l'ambaixador britànic a França. També va intentar seduir Winston Churchill, sense aconseguir-ho.

## Estatus en la moda
Va patrocinar la dissenyadora de moda del surrealisme Elsa Schiaparelli. També va ser amiga de la joiera Suzanne Belperron. Durant molt de temps va ser clienta de la joieria Cartier.